# Lucas Torreira
Lucas Sebastian Torreira Di Pascua (* 11. Februar 1996 in Fray Bentos) ist ein uruguayischer Fußballspieler. Der Mittelfeldspieler steht beim türkischen Erstligisten Galatasaray Istanbul unter Vertrag und ist uruguayischer A-Nationalspieler.

## Karriere

### Vereine
Torreira begann seine Karriere in der Jugendmannschaft seines Heimatklubs Institución Atlética 18 de Julio. Zwischen 2013 und 2014 war er in der Jugend der Montevideo Wanderers aktiv. Im Jahr 2014 schloss er sich dem italienischen Verein Delfino Pescara an. Vor dem Start der Serie B 2014/15 wurde Torreira in den Profikader berufen, am 24. Oktober 2014 saß er zum ersten Mal auf der Ersatzbank. Sein Pflichtspieldebüt folgte am 16. Mai 2015 in der Serie B gegen Varese Calcio SSD, hier stand er in der Startelf. Hier kam er insgesamt auf fünf Einsätze mit den Aufstiegs-Playoffs.
Zum 1. Juli 2015 wechselte Torreira für zwei Millionen Euro zu Sampdoria Genua, jedoch blieb er in der Saison 2015/16 auf Leihbasis bei Pescara. Am 9. August 2015 im  Pokalspiel gegen den FC Südtirol erzielte er sein erstes Profitor. Im Juli 2016 kehrte er wieder zurück zu Sampdoria Genua. Hier kam er am 21. August 2016 im Eröffnungsspiel der Saison 2016/17 im Stadio Carlo Castellani gegen den FC Empoli zu seinem ersten Pflichtspiel. Zur Saison 2018/19 wechselte Torreira in die englische Premier League zum FC Arsenal. Anfang Oktober 2020 wechselte Torreira kurz vor dem Ende der Transferperiode bis zum Ende der Saison 2020/21 auf Leihbasis in die spanische Primera División zu Atlético Madrid. Im Jahr darauf folgte für die Saison 2021/22 ein weiteres Leihengagement, nunmehr mit dem italienischen Erstligisten AC Florenz. Während der Saison 2022/23 gab Galatasaray Istanbul die Verpflichtung von Torreira bekannt. Galatasaray zahlte eine Ablösesumme von 6 Millionen Euro und der Mittelfeldspieler unterschrieb einen Vierjahresvertrag.

### Nationalmannschaft
Torreira bestritt sein erstes Länderspiel am 23. März 2018 im Halbfinale des China-Cups gegen Tschechien, welches mit 2:0 gewonnen wurde. Im Mai 2018 wurde er von Nationaltrainer Óscar Tabárez in das Aufgebot für die Weltmeisterschaft 2018 in Russland berufen.

## Erfolge
Galatasaray Istanbul
- Türkischer Meister (3): 2023, 2024, 2025
- Türkischer Supercupsieger: 2023
- Türkischer Fußballpokal: 2025